# Джигит
Джигит (множествено число – джигити) е историческо прозвище, особено популярно в Кавказ. Думата е с тюркски произход и може да се преведе като младеж, юнак, герой. Джигитът обикновено е конник, който се отличава с войнствен характер, отлична езда и умело боравене с оръжието.
В средноазиатските владения на царска Русия така са били наричани местните жители, които помагали на руските войски най-вече като разузнавачи и като водачи в слабо познатите местности. Неофициално названието джигит се използвало и като ниско военно звание в някои кавказки и туркестански военни части.
След постепенното изчезване на конете като масово средство за придвижване в армията, думата джигит губи първоначалния си смисъл. В съвременния руски език например тя често се използва за обозначаване на особено агресивни и самонадеяни мъже от кавказки произход и има по-скоро ироничен и насмешлив характер.
В България, думата се използва още за самонадеяни шофьори със спорни умения, които застрашават останалите участници в движението по пътищата.